# Wolfgang Backé

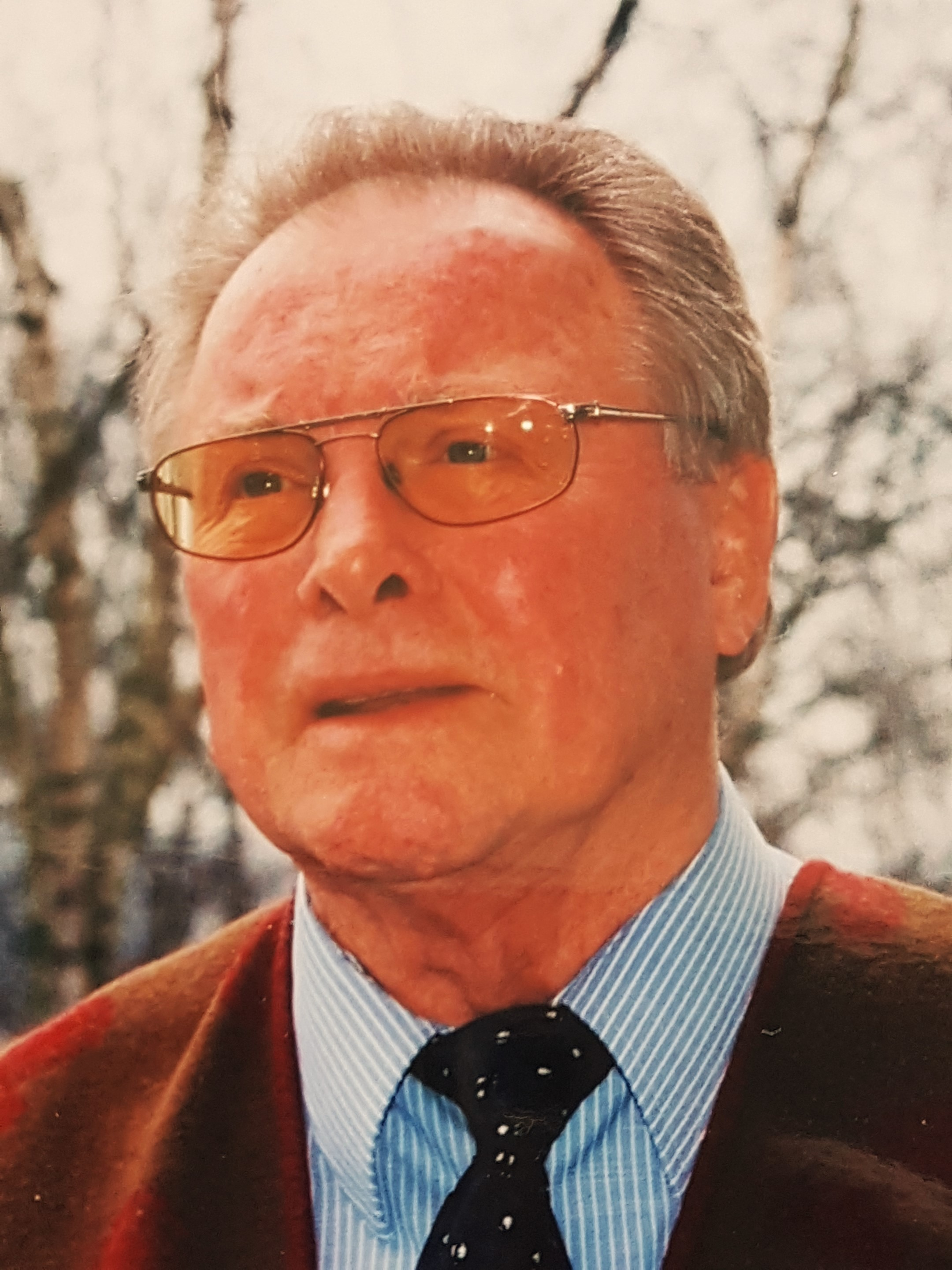
Wolfgang Backé 2014

Wolfgang Backé (* 25. Juli 1929 in Kidifu, Tansania; † 21. Juli 2016 in Aachen) war ein deutscher Maschinenbauingenieur und Hochschullehrer. Seine Emeritierung erfolgte im Jahr 1994.

## Leben und Wirken
Backé war der Sohn eines deutschen Kaffee- und Sisalplantagenbesitzers in Tansania und kehrte mit seinen Eltern Nicolaus und Anneliese Backé, geb. Tiedemann, 1940 zum Beginn des Zweiten Weltkrieges nach Deutschland zurück.
Von 1940 bis 1942 besuchte er das Arndt-Gymnasium Dahlem in Berlin-Dahlem und von 1943 bis 1945 die Oberschule für Jungen in Rathenow. 1946 wechselte er auf das Gymnasium Dionysianum in Rheine, wo er am 18. März 1950 die Reifeprüfung bestand. Nach seinem Abitur studierte er vom Wintersemester 1950/51 bis zum Wintersemester 1954/55 an der RWTH Aachen Maschinenbau mit der Fachrichtung Fertigungstechnik und legte die Diplom-Hauptprüfung mit Zeugnis vom 7. Juni 1955 ab.
Im Anschluss daran war Backé vom 1. Juni 1955 wissenschaftlicher Mitarbeiter unter Anleitung von Herwart Opitz im damaligen Laboratorium für Werkzeugmaschinen und Betriebslehre, dem heutigen Werkzeugmaschinenlabor WZL der RWTH Aachen, wo er am 10. Juli 1959 mit dem Thema Untersuchungen an stetigen und unstetigen Nachformsystemen für Drehmaschinen promoviert wurde. Am 13. Februar 1962 folgte ebenfalls unter Anleitung von Opitz die Habilitation mit dem Thema Über die dynamische Stabilität hydraulischer Steuerungen unter Berücksichtigung der Strömungskräfte. Damit hat er die venia legendi für Ölhydraulische Steuerungen und Antriebe, insbesondere im Werkzeugmaschinenbau erlangt.
Neben seiner darauf folgenden Lehrbeauftragtentätigkeit und Oberingenieurszeit am WZL der RWTH Aachen amtierte Backé von 1963 bis 1964 in Vertretung des erkrankten Institutsleiters als stellvertretender Leiter des Institutes für Werkzeugmaschinen an der TH Karlsruhe. Von 1964 bis 1968 war er in der Industrie tätig und leitete die Entwicklung bei der Firma Rheinstahl Wagner in Dortmund. Die Firma war seinerzeit Hersteller von Umform- und klassischen Werkzeugmaschinen.
1968 wurde Backé zum ordentlichen Professor am neu eingerichteten Institut und Lehrstuhl Hydraulische und pneumatische Antriebe und Steuerungen an die RWTH Aachen berufen. Er war der erste Institutsdirektor, amtierte bis 1994 und übergab mit seiner Emeritierung im selben Jahr den Stab an seinen Nachfolger, Hubertus Murrenhoff. Backé war in der akademischen Selbstverwaltung auch Dekan der Fakultät für Maschinenwesen an der RWTH Aachen und engagierte sich in vielen weiteren Gremien der Fakultät.
Backé begleitete 122 Promotionen von wissenschaftlichen Mitarbeitern und Gastwissenschaftlern zum Doktor-Ingenieur. Ferner war er Initiator des Aachener Fluidtechnischen Kolloquiums, das im zweijährigen Turnus ab 1974 in Aachen durchgeführt wurde. Die durchschnittliche Teilnehmerzahl lag bei 800 Personen aus der Industrie und den auf dem Gebiet der Hydraulik und Pneumatik tätigen Hochschulinstitutionen.
Darüber hinaus war Backé Herausgeber von Fachzeitschriften wie dem Industrieanzeiger, der Fachzeitschrift O+P der Vereinigten Fachverlage, Mainz, und Mitglied der Beiräte vieler wissenschaftlicher Zeitschriften im internationalen Umfeld. Er war in mehreren Aufsichtsräten und Beiräten namhafter deutscher Unternehmen tätig und war häufig als Gerichtsgutachter eingesetzt. Backé hielt 50 nationale und internationale Patente auf dem Gebiet der Fluidtechnik. Darüber hinaus war er Gründer der heutigen Fördervereinigung Fluidtechnik e. V., die den wissenschaftlichen Nachwuchs fördert und internationale Kolloquien gestaltet.
Vier Tage vor seinem 87. Geburtstag starb er an den Folgen einer schweren Erkrankung und hinterließ seine zweite Ehefrau, Rosi Seiz-Backé, geb. Seiz aus Aachen, sowie vier Kinder und sieben Enkelkinder aus der ersten Ehe mit seiner im Jahre 2005 verstorbenen Ehefrau Rosemarie Backé, geb. Niemeyer, aus Rheine.

## Ehrungen
- 1981: Ehrenprofessor der Technischen Universität Taiyuan, China
- 1988: Verdienstkreuz am Bande der Bundesrepublik Deutschland
- 1989: Ehrenprofessor der Zhejiang-Universität, Hangzhou, China
- 1992: Ehrendoktor der Universität Tampere, Finnland
- 1993: „Joseph Bramah Medal“[6] der Institution of Mechanical Engineers, London, UK
- 1993: „80th Thomas Huxley Memorial Lecture“, Institute of Mechanical Engineers, London, UK
- 1993: Ehrendoktor der Universität Linköping, Schweden
- 1994: Ehrendoktor der Universität Bath, UK
- 1997: Verdienstkreuz 1. Klasse der Bundesrepublik Deutschland
- 2000: Aachener und Münchener Preis für Technik und angewandte Naturwissenschaften der Carl-Arthur Pastor-Stiftung
- 2006: Einrichtung der „Wolfgang Backé Medal“[7] als Best Paper Award auf der PhD-Conference des IFPN in Sarasota, FL, USA
- 2008: „Robert E. Koski Medal“, ASME, Washington, D.C., USA[8]
- 2020: Benennung des ifas Labors der RWTH Aachen in „Wolfgang Backé Halle“